# 안변역
안변역(安邊驛)은 조선민주주의인민공화국 강원도 안변군에 있는 강원선, 금강산청년선의 철도역이다. 안변역을 기점으로 고성군의 감호역까지 연결되는 금강산청년선이 본 역에서 분기한다.

## 연혁
- 1928년 9월 1일 : 강원선의 역으로 영업 개시[1]
- 1929년 9월 11일 : 동해북부선(현 : 금강산청년선)의 역으로 개업[2]